# Gmina Gjinar
Gmina Gjinar (alb. Komuna Gjinar) – gmina  położona w środkowej części Albanii. Administracyjnie należy do okręgu Elbasan w obwodzie Elbasan. W 2011 roku populacja gminy wynosiła 3478 w tym 1607 kobiet oraz 1871 mężczyzn, z czego Albańczycy stanowili 87,15% mieszkańców.
W skład gminy wchodzi jedenaście miejscowości: Gjinar, Lleshan, Valesh, Pashtresh, Derstile, Lukan, Sterstan, Xibresh, Maskarth, Kaferr, Pobrat.